# Henricus Wiardus van Altena
Henricus Wiardus van Altena (van Bergum) (Leer, 9 juni 1710 - Bergum, 13 december 1771) was een Nederlands bestuurder. 

## Biografie
Van Altena was een zoon van Nicolaus Henricks van Altena, advocaat te Leer, en Taletta van Saling. Henricus is in Leer geboren. In 1730 kwam hij als vaandrig onder het regiment Oranje-Friesland naar Nederland alvorens hij in 1734 tot luitenant benoemd werd. In 1739 werd hij aangesteld als griffier aan het Hof van Friesland. Dit ambt bekleedde hij tot hij in 1746 Volmacht ten Landsdage werd. Ook werd hij in 1748 lid van Provinciale Staten van Friesland. Vanaf 1752 was hij gecommitteerde van de Admiraliteit van Friesland en de Admiraliteit van Rotterdam. In Blessum bewoonde hij de Ringiastate, familiebezit van zijn eerste vrouw. Hij zou in 1751 het grietmanschap van Tietjerksteradeel overnemen van Hector Willem van Glinstra, de oom van zijn vrouw. In 1752 vertrok hij van Blessum naar Bergum.
Ten tijde van zijn grietmanschap werd de huidige Dorpskerk van Suameer gebouwd. Hieraan herinneren zowel een gevelsteen boven de ingang als een glas-in-loodraam die beide zijn wapen tonen.

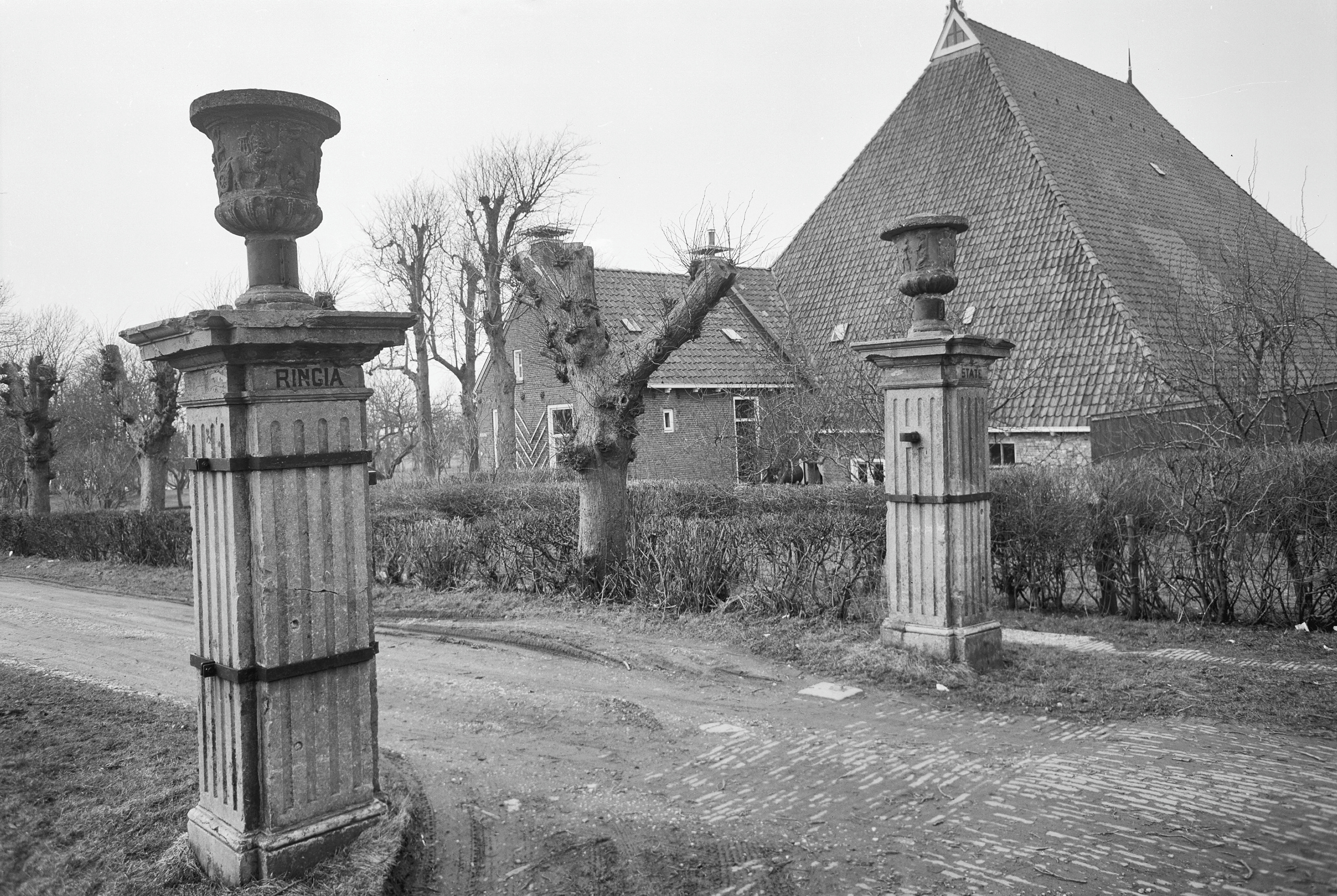
Hekpijlers van de Ringiastate, waar Van Altena tot 1752 woonde.
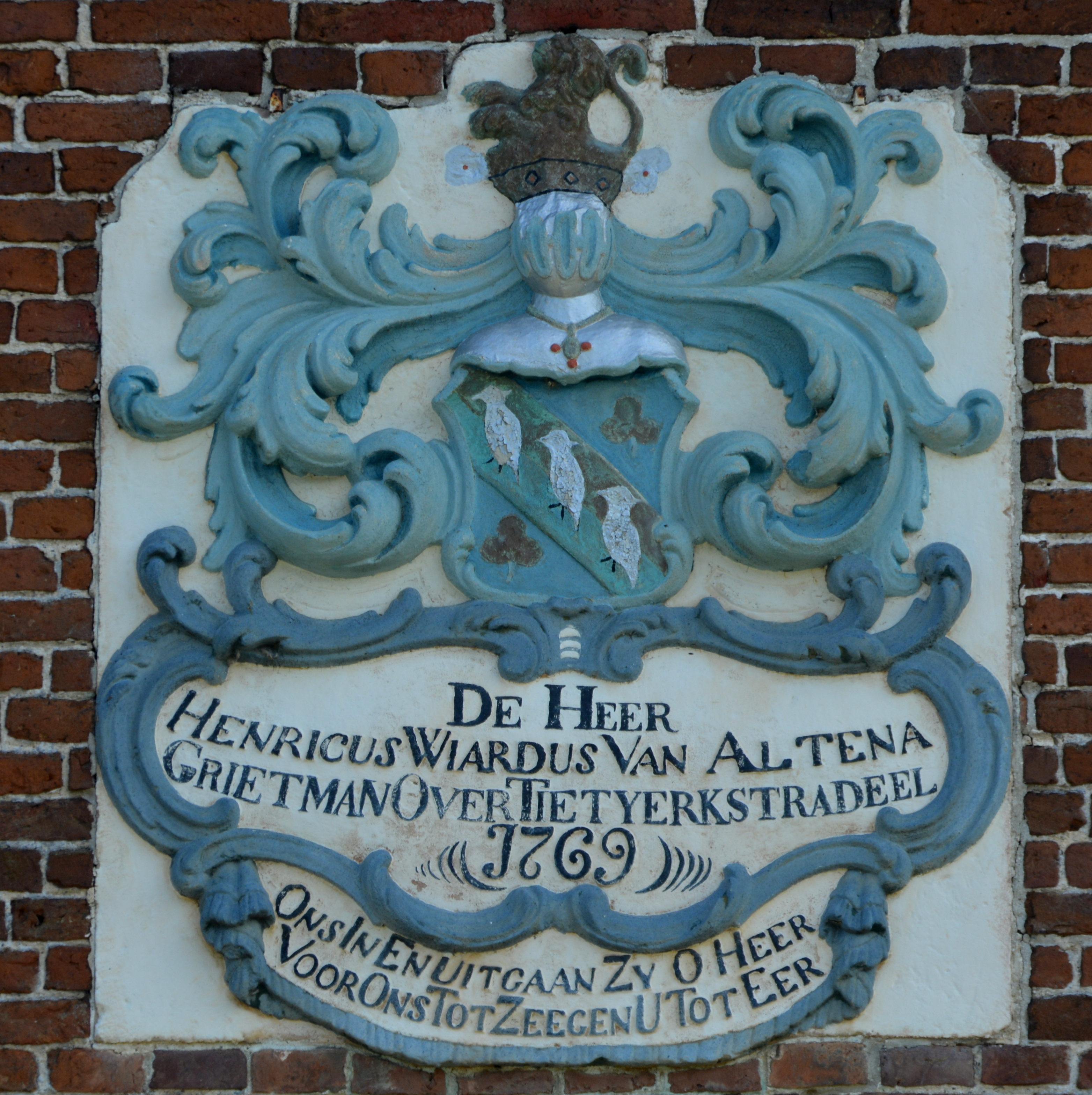
Gevelsteen in de kerk van Suameer.
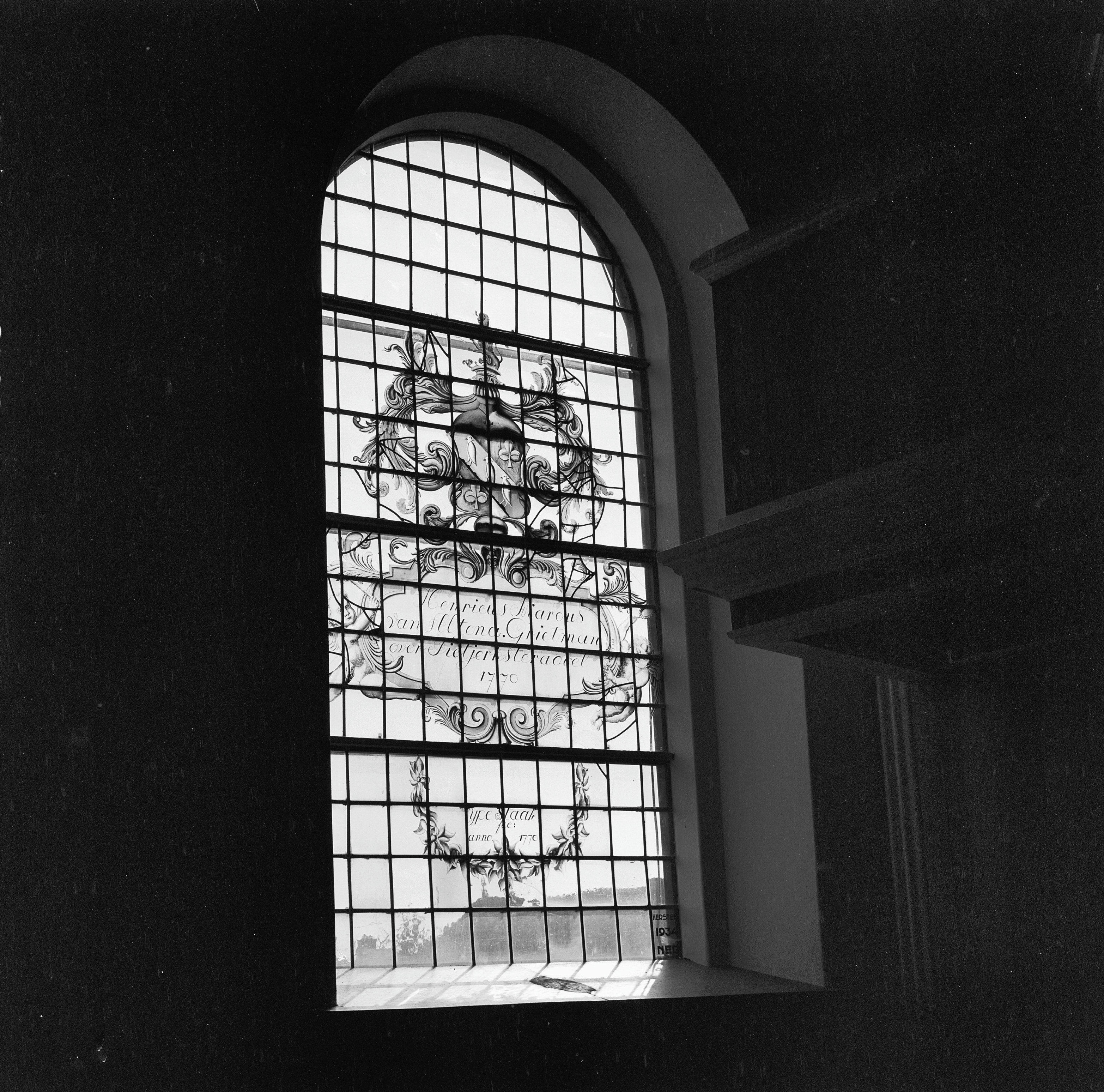
Glas-in-loodraam van de hand van Ype Staak met het wapen van Van Altena.

## Huwelijk en kinderen
Henricus trouwde in 1733 te Schettens met Johanna Hillegonda van Glinstra (1706-1748), dochter van Johannes van Glinstra en Louise Albartina van Glinstra. Zijn schoonfamilie bezat de Fogelsanghstate in Veenklooster. Dit echtpaar kreeg negen kinderen, onder wie:
- Hector Livius van Altena (1741-1806), trouwde met Albertina Pierson. Hector was bestuurder en een fel patriot.[9]
- Daniël Cornelis van Altena (1746-1773), kapitein der infanterie. Hij trouwde met Titia van Haersma, afkomstig van de Boermastate te Drachten.[10]

Na het overlijden van Johanna, hertrouwde Henricus in 1753 te Bergum met Anna Catharina Doys (1702-1780), dochter van Johan Lodewijk Doys en Maria van Boelens. Anna was slotvrouwe van Dekemastate te Jelsum.

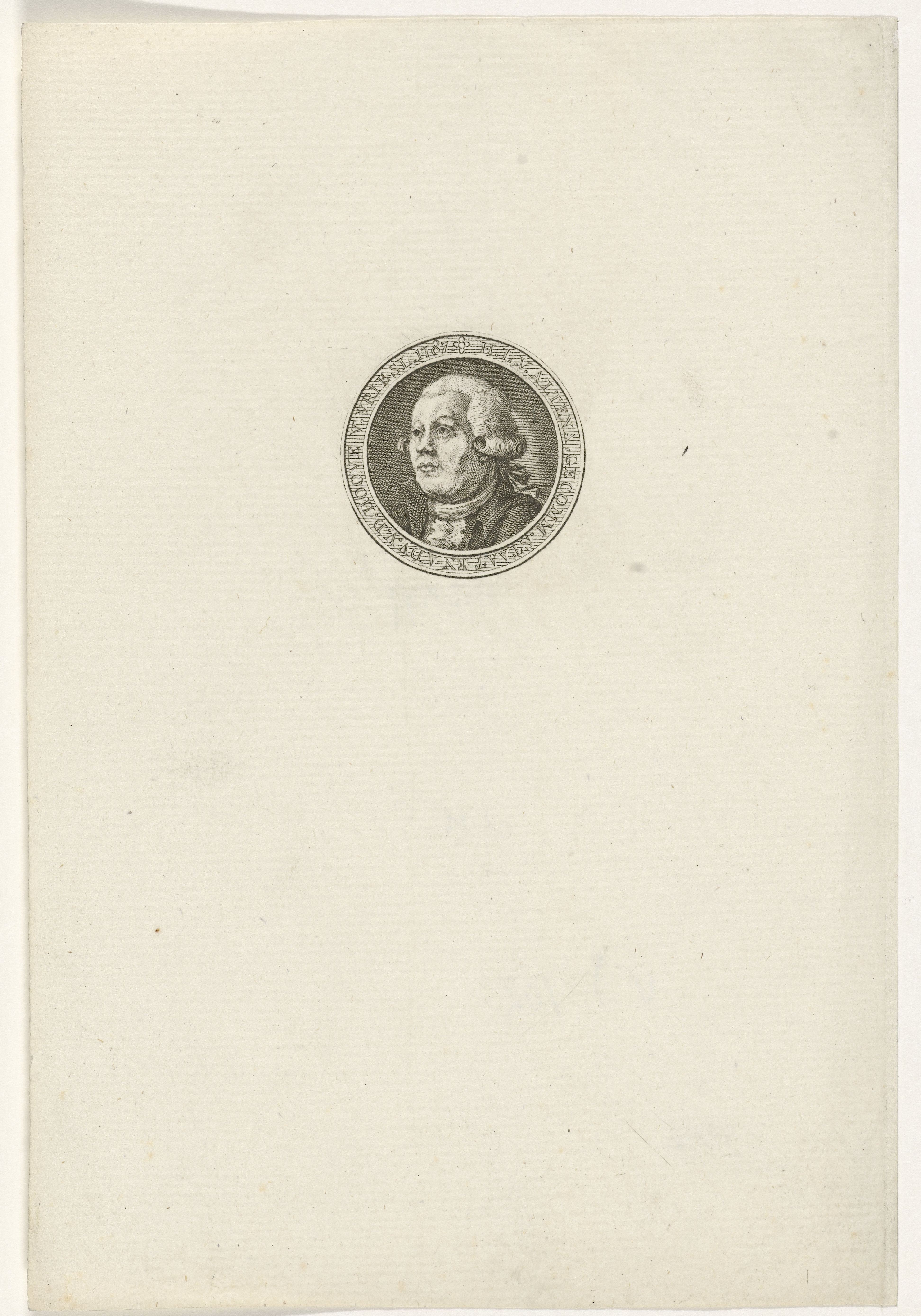
Portret van Hector Livius van Altena uit 1787.